# Lightiella incisa
Lightiella incisa is een strijkboutkreeftjessoort uit de familie van de Hutchinsoniellidae. De wetenschappelijke naam van de soort is voor het eerst geldig gepubliceerd in 1963 door Gooding.